# Murgob
Murgob, Murghab (tadzsik nyelven Мурғоб; orosz nyelven Мургаб, jelentése a perzsa margh-ab szó alapján "préri-folyó") a Murgobi kerület, valamint a tádzsikisztáni Gorno-Badakhshan autonóm régió fővárosa a Pamír hegységben. A 4000 lakosú Murgob az egyetlen jelentős város, amely Gorno-Badakhshan keleti részén található. Ez Tádzsikisztán (és a volt Szovjetunió) legmagasabban fekvő városa, a tengerszint felett 3650 m-ren. A Murgob folyó és a Pamír autópálya kereszteződésénél található.
A Pamír autópálya észak felé a Sary-Tashig és délnyugatra a régió fővárosába, Khorogba vezet. Egy másik út keletre halad a Kulma-hágón át a kínai Karakoram autópályához, összekötve a déli Tashkurgannal és északon Kashgarral.

## Pamirsky Post
A helyet 1893-ban Pamirsky Post néven az oroszok alapították, Közép-Ázsia legfejlettebb katonai előőrseként. 

## Története
A modern Murgob városát Tádzsikisztán szovjet uralma alatt építették fel mint a Pamír autóút mentén fekvő pihenőhelyet.

## Éghajlata
Murgob éghajlata alpesi tundra éghajlat (ET) a Köppen éghajlati osztályozása szerint. Az éves átlagos hőmérséklet -3,9 °C. A legmelegebb hónap július, átlagos hőmérséklete 8,7 °C, és a leghidegebb hónap január, átlagos hőmérséklete –18,7 °C. Az évi átlagos csapadékmennyiség 347,7 mm, átlagosan 87,1 nap van csapadék. A legnedvesebb hónap május, átlagosan 45,1 mm csapadékkal, és a legszárazabb hónap szeptember, átlagosan 10,9 mm csapadékkal.